# Les Trois P'tits Cochons
Pour les articles homonymes, voir Les Trois Petits Cochons (homonymie).
Série Les Trois P'tits Cochons
Les Trois P'tits Cochons 2
(2016)
Pour plus de détails, voir Fiche technique et Distribution.
Les Trois P'tits Cochons (typographié pour l'exploitation Les 3 P'tits cochons) est un film québécois de Patrick Huard, sorti le 11 août 2007, mettant en vedette Guillaume Lemay-Thivierge, Claude Legault et Paul Doucet. Il est sorti le 6 août 2008 en France.

## Synopsis
À l'hôpital, trois frères se rencontrent au chevet de leur mère dans le coma. Pour passer le temps, ils discutent des mérites et plaisirs de la fidélité et de l'infidélité conjugale. Les conversations des deux plus jeunes avancent au gré des jours dans des détails et des fantasmes de plus en plus juteux, ce qui les poussera à agir à l'encontre de la morale et des valeurs plus solides de l'aîné.

## Fiche technique
- Réalisation : Patrick Huard
- Scénario : Claude Lalonde, Pierre Lamothe
- Direction artistique : Gilles Aird
- Décors : Francine Danis
- Costumes : Monic Ferland
- Photographie : Bernard Couture
- Montage : Jean-François Bergeron
- Musique : Stéphane Dufour
- Production : Pierre Gendron
- Distribution : Christal Films
- Pays d'origine : Canada (Québec)
- Langue : français
- Format : 35 mm - 2,35:1 Cinemascope
- Genre : comédie
- Durée : 124 minutes
- Dates de sortie :

 Québec : 11 août 2007
 France : 6 août 2008

## Distribution
- Guillaume Lemay-Thivierge : Christian
- Claude Legault : Mathieu
- Paul Doucet : Rémi
- France Castel : Lucille
- Julie Perreault : Hélène
- Mahée Paiment : Josiane
- Isabel Richer : Geneviève
- Pascal Darilus : Gars Jeet Kune Do
- Marie-Laurence Moreau : Valérie

## Prix
- 2008 : Billet d'or des Prix Jutra
- 2008 : Ruban d'or des Prix Génie.

## Remake français
C'est le premier film québécois à être réadapté en France. Le film, réalisé par le duo Nicolas & Bruno, s'intitule Le Grand Méchant Loup et est sorti en 2013.